# نظائر (قصة قصيرة)
نظائر (بالإنجليزية: Counterparts)‏ قصة قصيرة من تأليف الكاتب الأيرلندي جيمس جويس. نُشِرت القصة للمرة الأولى في عام 1914 مُضمَّنة في مجموعة جويس القصصية «ناس من دبلن» (Dubliners).

## القصة
تحكي القصة عن الحياة المسائية للشخصية الرئيسية «فارينجتون»، ويُشار إليه في القصة على أنَّه «الرجل»، تبدأ مشاكل فارينجتون في عمله عندما يؤنِّبه رئيسه لعدم إنهاء مهمة أوكلت إليه، وبدلاً من إتمام المهمة المطلوبة يتهرَّب فارينجتون من المكتب لكأسٍ سريعٍة من الخمرة، وعندما يصرخ رئيسه مجدداً يردُّ عليه فارينجتون بملاحظة وقحة، يضطرُّ بعدها إلى الاعتذار. نعلم بعد ذلك أنَّ العلاقة بين فارينجتون ورئيسه السيد ألين كانت دوماً طيبة، وكان ألين يحابيه لأنَّه يلقي نكتاً مضحكة عن لكنته الأيرلندية الشمالية.
بعد انتهاء العمل يذهب فارينجتون إلى عدة حانات بصحية زملائه، ويرهن ساعته حتى يستطيع الشرب، موقفه السابق والتعليقات الجريئة التي ألقاها على المدير أكسبته احترام زملائه، ولكن ليلته انتهت بحدثين مُخزيين، الأول عندما رفضته شابة جميلة، والآخر عندما خسر في صراع مع أحد زملائه. بعد عودة فارينجتون إلى البيت يعرف أن زوجته في الكنيسة، فيطلب من ابنه توم أن ي يصنع العشاء، ولكنَّ توم يعبث بالمطبخ ولا يستطيع السيطرة على النيران، فينفجر غصب والده، ويضربه بعصي، وتنتهي القصة بتوم وهو يطلب الرحمة من أبيه.